# 資訊安全策略
資訊安全策略是一種基於資訊安全需要所建立的準則，並非資訊安全細則，而是方向性的策略。一般而言資訊安全策略有最大特權策略以及最小特權策略兩種，根據此二種策略又細分為存取控制方法、資料流控制方法、推論控制方法、以及資料加密方法。
- 最小特權策略

最小特權策略意謂著任何資料如果沒有被設定存取權限，則是當然不允許存取的。
- 最大特權策略

最大特權策略意謂著任何資料如果沒有設定存取權限，則默認為可以被存取。
- 存取控制方法

存取控制方法有強制存取控制、自由存取控制、以及角色存取控制三種。
強制存取控制（Mandatory Access Control, MAC)，以管理者授權為基礎，所有的資訊元件都需要經過管理者授權，才能被使用者所存取。
自由選定存取控制（Discretionary Access Control, DAC)，以創建資訊元件的元件持有者授權為基礎，不需要經過管理者授權，持有者授權可以決定使用者對於資訊元件的存取權限。
以角色為基礎的存取控制（Role-Based Access Control，RBAC），存取權限與使用者角色相依，資訊元件的存取被授權給角色，使用者需要先取得角色身份，才能透過角色身份取得存取權限。例如，某公司有經理人與一般職員兩個角色，經理人可以存取A與B兩元件，但職員只可以存取B元件。某甲進入公司之後取得職員身份，依據角色存取控制方法，某甲只能存取B資訊元件，直到他獲得經理人角色之後，才可以獲得A資訊元件的存取權限。
以規則為基礎的存取控制（Rule-Based Access Control），照預定的規則控制資料的存取及限制，例如：允取特定IP可存取特定服務、允許特定帳號在工作時段可存取指定的檔案，通常應用在檔案或系統層級用以限制資料存取權限。
- 資料流控制方法

資料流控制方法主要應用在資料流向上，以權限高低進行控制，擁有低權限的程序無法接受較高存取權限的資訊元件。例如，T1可以存取A,B，T2只能存取A，則當T1存取A,B之後，欲將結果傳送給T2，T2於資料流控制方法中，因其不具備B的存取權限，則當然無法接受來自於T1的資料流傳送。
- 推論控制方法

禁止透過資料推論方式獲得資訊結果。例如SQL語法中，SELECT * FROM Emp WHERE Emp.salary<20000 可以推論出Emp資料表中，年薪少於兩萬的人員資料，而此種方法應該是被禁止的。
- 資料加密方法

資料加密方法包括對稱式加密方法（例如AES, DES, triple DES)、非對稱加密方法（公開金鑰系統, RSA)等等。